# Snowpark

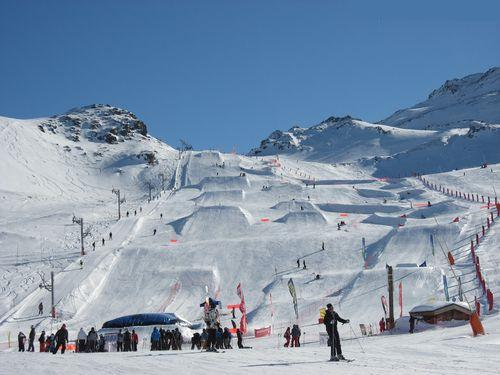
Snowpark w Val Thorens (Francja)

Snowpark, park śnieżny (od ang. snow – śnieg) – miejsce przeznaczone do uprawiania zimowych sportów ekstremalnych dla snowboardzistów oraz narciarzy.
Snowparki występują głównie na terenach górskich blisko ośrodków narciarskich, w których temperatura nie przekracza 0, gdyż przeszkody usypane są ze śniegu bądź lodu.
Przeszkody jakie można znaleźć w parku śnieżnym to:
- Rail, czyli metalowa rura lub poręcz,
- Hip,
- Step-up,
- Step-down,
- Big Air,
- Quarter pipe, rampa wyglądająca jak ćwierć rynny,
- Half-pipe, podłużna rampa przypominająca połowę rynny,
- Box,
- Waterslide.